# 다요소 인증

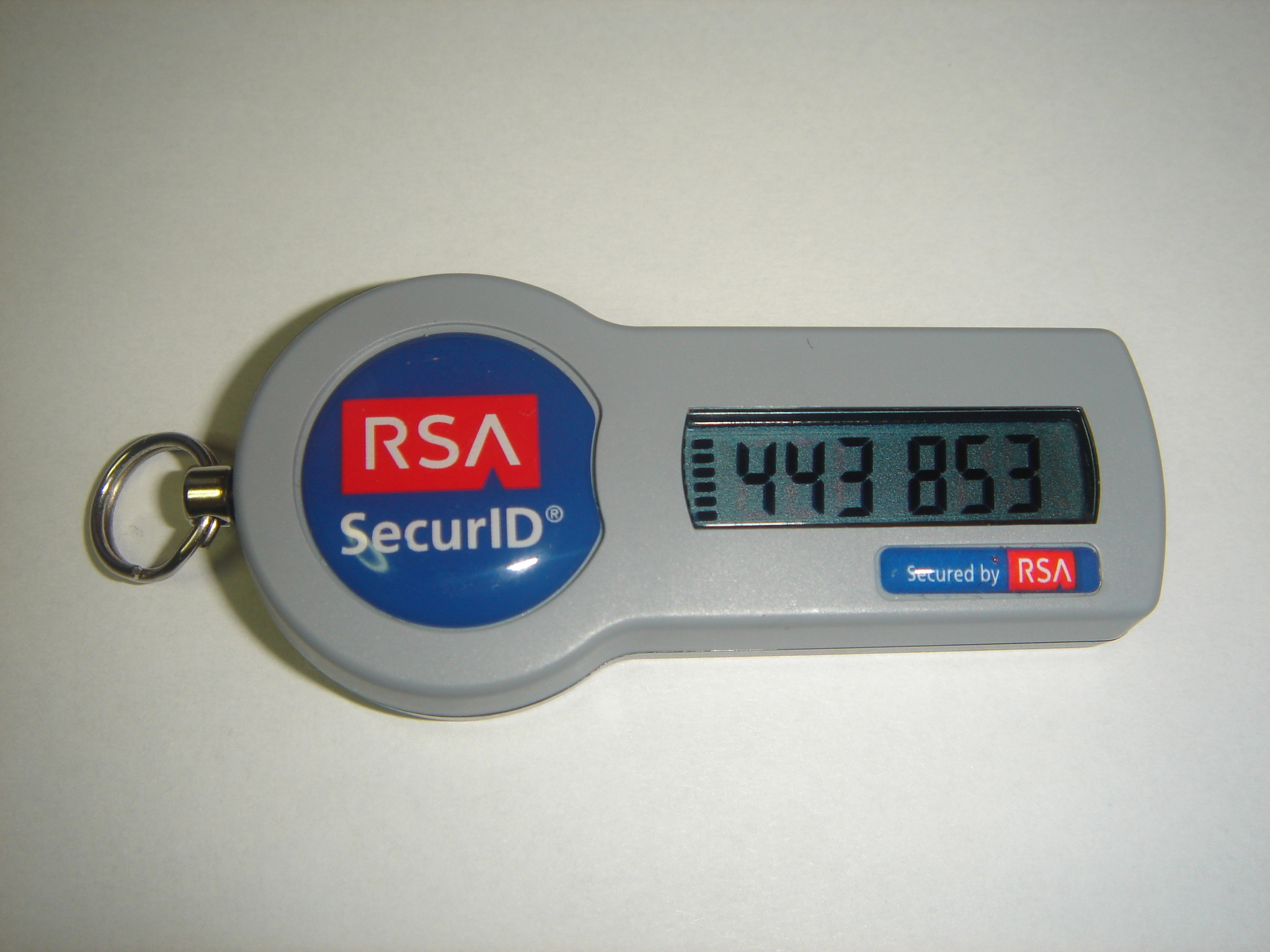
RSA SecurID 토큰. 어디에도 연결되지 않은 토큰 생성기의 예.

다요소 인증(多要素認證, Multi-factor authentication, MFA)은 적어도 다음 분류 중 두 가지에 한해 별도의 여러 증거 부분을 인증 매커니즘에 성공적으로 제시한 이후에만 사용자가 접근 권한이 주어지는 컴퓨터 접근 제어 방식의 하나이다: 지식(knowledge), 소유(possession), 속성(inherence).
2요소 인증(Two-factor authentication, 2FA)은 두 개의 다른 요소를 병합함으로써 사용자가 주장하는 식별자를 확인하는 방식이다. 2요소 인증은 다요소 인증의 일종이다.

## 예
대중적인 여러 웹 서비스들은 다요소 인증을 사용하고 있으며, 일반적으로 기본값으로 비활성화되는 선택 기능이다.
- 2요소 인증(Two-factor authentication)
- 수많은 인터넷 서비스(구글, 아마존 AWS 등)는 개방형 시간 기반 일회용 비밀번호 알고리즘(TOTP)을 사용하여 다요소 또는 2요소 인증을 지원한다

## 같이 보기
- 전자 인증

## 추가 문헌
- Brandom, Russell (July 10, 2017). “Two-factor authentication is a mess”. 《더 버지》. July 10, 2017에 확인함.